# Electricitate statică
Electricitatea statică este o formă de electricitate produsă prin acumularea de energie într-un anumit material. Indiferent dacă sunt conductori sau nu, corpurile au capacitatea de a absorbi și reține un potențial electric staționar.
Atât animalele, cât și oamenii pot acționa ca conductori de curent electric având capacitatea de a genera sau facilita fenomene precum lipirea statică.

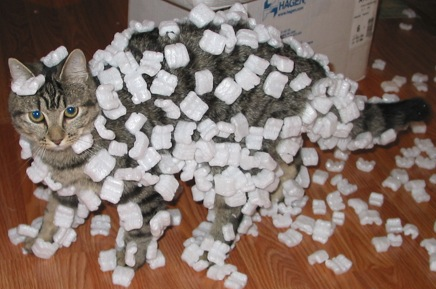
de exemplu părul de pisică în polistiren, este un efect static produs prin frecarea părului de materialul plastic al polistirenului.